# Johannes Holey
Johannes G. Holey (* 1934; auch Hannes Holey und Johann Holey) ist ein deutscher Sachbuchautor auf den Gebieten der Spiritualität und Esoterik. Er ist der Vater von Jan Udo Holey.
Holey war bis zum 64. Lebensjahr Unternehmer im Familienbetrieb für festliche Mode und nebenbei in verschiedenen Ehrenämtern als Gemeinderat, als Bankvorstand und in der Industrie- und Handelskammer tätig. Seit 1998 lebt Johannes Holey auf der kanarischen Insel La Palma. Neben seiner Tätigkeit als Schriftsteller veranstaltet er regelmäßig stattfindende Vorträge zu esoterischen und spirituellen Themen.

## Werke
- Jesus 2000. Das Friedensreich naht. 2. überarbeitete Auflage. Ama-Deus-Verlag, Fichtenau 2001, ISBN 3-9805733-0-3.
- Bis zum Jahr 2012 – Der Aufstieg der Menschheit. Ama-Deus-Verlag, Fichtenau 2000, ISBN 3-9805733-7-0
- Alles ist Gott. Anleitung für das Spiel des Lebens. Ama-Deus-Verlag, Fichtenau 2002, ISBN 3-9805733-4-6.
- Gott ist in Dir und will gelebt werden. Riwei-Verlag, Regensburg 2003, ISBN 3-89758-046-2.
- Lass dich einfach führen. Riwei-Verlag, Regensburg 2003, ISBN 3-89758-045-4.
- Geistige Führung in der Zeit der Wandlung bis 2012. Riwei-Verlag, Regensburg 2003, ISBN 3-89758-050-0 (5., überarbeitete Auflage unter dem Titel: Bis zum Jahr 2012. Der Aufstieg der Menschheit. Ama-Deus-Verlag, Fichtenau 2012, ISBN 3-9805733-7-0).
- Der Jesus-Code. Ama-Deus-Verlag, Fichtenau 2007, ISBN 3-938656-54-9.
- Jetzt reicht’s! Wie lange lassen wir uns das noch gefallen? Lügen in Wirtschaft, Medizin, Ernährung und Religion. Ama-Deus-Verlag, Fichtenau 2009, ISBN 978-3938656440.
- Jetzt reicht’s! Rote Karte für Krankheits- und Ernährungsschwindler. Ama-Deus-Verlag, Fichtenau 2010, ISBN 978-3-938656-09-9.